# Amphipoea intermedia-flavo
Amphipoea intermedia-flavo är en fjärilsart som beskrevs av Tutt. Amphipoea intermedia-flavo ingår i släktet Amphipoea och familjen nattflyn. Inga underarter finns listade i Catalogue of Life.